# Sixx
Sixx is een Duitse televisiezender van ProSiebenSat.1 Media.
De zender ging van start op 7 mei 2010 en kan via satellietpositie Astra 19,2°O en via kabel ontvangen worden. De zender richt zich vooral op vrouwen.
De film Sex and the City was het eerste programma dat de zender uitzond. Tevens behoren series als Desperate Housewives, Grey's Anatomy, S1NGLE en The Oprah Winfrey Show tot het programma-aanbod.